# By, Eda kommun
By är en bebyggelse uppdelad i Norra By och Södra By, belägen vid Bysjöns sydvästra ände i Eda socken i Eda kommun. Från 2015 till 2023 avgränsade SCB här en småort.